# Эльмалех, Гад
Гад Эльмалех (фр. Gad Elmaleh, МФА: gad ɛl.ma.lɛ, род. 19 апреля 1971) — франко-марокканский актёр-комик. Снимался в фильме «Полночь в Париже», получившем Оскар в 2012 году, также в фильме Стивена Спилберга «Приключения Тинтина: Тайна «Единорога»» озвучивал персонажа Бена Салаада.
Он наиболее известен во франкоязычных странах, а в последнее время и в Соединённых Штатах. Он снялся в нескольких художественных фильмах, в том числе «Коко», «Роковая красотка», «Дублёр» и «Полночь в Париже». Был признан самым смешным человеком во Франции, министр культуры наградил его Орденом искусства и литературы (Кавалер (фр. Chevalier). Он так же был назван рыцарем (chevalier) Национального ордена Квебека.
В 2015 и 2018 годах Эльмалех провел национальные комедийные туры по Соединённым Штатам. В 2019 году он снялся в сериале Netflix «Популярен во Франции» (Huge in France). 

## Биография
Французский комик, выросший в Касабланке, начальное образование получил в школе квартала Маариф, затем продолжил обучение в Лицее Маймонида. Сын марокканских евреев, говорит на арабском, французском, английском и иврите. Gad (גד) означает на иврите «радость», а Elmaleh — «солонина» на арабском языке (El Male’h), хотя изначально фамилия звучала как Элимелех — «Бог мой царь» на иврите (по словам Гада, его родственники в Израиле продолжают носить фамилию Элимелех). Его отец, Давид Эльмалех, был трейдером и практиковал искусство пантомимы как хобби.

## Карьера
Впервые снялся в кино в полнометражном фильме алжирского режиссёра Мерзака Аллуаша «Привет, кузен!» в 1996 году. В 2005 году сыграл главную роль в фильме «Оле!» вместе со знаменитым актёром Жераром Депардьё. В 2006 году состоялась премьера его наиболее коммерчески удачного фильма «Роковая красотка» французского режиссёра Пьера Сальвадори, собравшего в прокате $27 миллионов, в котором Гад Эльмалех снялся вместе с актрисой Одри Тоту. В фильме он сыграл роль камердинера и показал, что «является превосходным комиком с выразительными, большими глазами, невозмутимым и похожим на Бастера Китона».

## Фильмография
| Год  | Название на русском        | Название на французском                | Роль                     | Страна                                          |
| ---- | -------------------------- | -------------------------------------- | ------------------------ | ----------------------------------------------- |
| 2016 | Мальчишник в Паттайе       | Pattaya                                | марокканец               | Франция                                         |
| 2013 | Пена дней                  | L'écume des jours                      | Шик                      | Франция, Бельгия                                |
| 2012 | Капитал                    | Le Capital                             | Марк Турнье              | Франция                                         |
| 2012 | Диктатор                   | Dictator                               | протестующий в Нью-Йорке | США                                             |
| 2012 | Любовь с препятствиями     | Un bonheur n’arrive jamais seul        | Саша Келлер              | Франция                                         |
| 2011 | Полночь в Париже           | Midnight in Paris                      | детектив Тиссеран        | Испания, США                                    |
| 2010 | Облава                     | La Rafle                               | Самуэль Вайсман          | Франция, Германия, Венгрия                      |
| 2009 | Коко                       | Coco                                   | Коко                     | Франция                                         |
| 2007 | Так, как твой отец         | Comme ton père                         | Феликс                   | Франция                                         |
| 2006 | Роковая красотка           | Hors de prix                           | Жан                      | Франция                                         |
| 2006 | Дублёр                     | La Doublure                            | Франсуа Пиньон           | Бельгия, Италия, Франция                        |
| 2005 | Оле!                       | Olé!                                   | Рамон Хольгадо           | Франция                                         |
| 2004 | 11 заповедей               | Les Onze Commandements                 | камео-роль               | Франция                                         |
| 2003 | Шу-шу                      | Chouchou                               | Шукри (Шушу)             | Франция                                         |
| 2003 | Крутые перцы               | La Beuze                               |                          | Франция                                         |
| 2003 | Ключи от машины            | Les Clefs de bagnole                   | камео-роль               | Франция                                         |
| 2002 | Я иду тебя искать          | A+ Pollux                              | Хальвард Санс            | Франция                                         |
| 2001 | Это правда, если я вру 2   | La Vérité si je mens! 2                | Дов Мимран               | Франция                                         |
| 2000 | Вторая жизнь               | Deuxième vie                           | Лионель                  | Франция                                         |
| 1998 | Поезд жизни                | Train de vie                           | Манзату                  | Франция , Румыния, Бельгия, Израиль, Нидерланды |
| 1998 | Мужчина как женщина        | L’Homme est une femme comme les autres | Дэвид Эпплбаум           | Франция                                         |
| 1997 | Да здравствует республика! | Vive la république                     | Янник / Антуан           | Франция                                         |
| 1997 | XXL                        | XXL                                    | Сами                     | Франция                                         |
| 1996 | Привет, кузен!             | Salut cousin!                          | Аллилу                   | Алжир, Бельгия, Люксембург, Франция             |

### Озвучивание
| Год  | Название на русском                    | Название на французском/английском                  | Роль            | Страна  |
| ---- | -------------------------------------- | --------------------------------------------------- | --------------- | ------- |
| 2011 | Приключения Тинтина: Тайна «Единорога» | The Adventures of Tintin: The Secret of the Unicorn | Омар Бен Салаад | США     |
| 2010 | Монстр в Париже                        | Un monstre à Paris                                  | Рауль           | Франция |

### Режиссёр
| Год  | Название на русском | Название на французском | Страна  |
| ---- | ------------------- | ----------------------- | ------- |
| 2009 | Коко                | Coco                    | Франция |

### Сценарист
| Год  | Название на русском | Название на французском | страна  |
| ---- | ------------------- | ----------------------- | ------- |
| 2003 | Шу-шу               | Chouchou                | Франция |

## Награды
В 2004 году Эльмалех получил награду SACEM за лучшее шоу одного человека во Франции. В 2006 году министр культуры Франции Рено Доннедьё де Вабр наградил Эльмалеха Орденом Искусства и литературы.
В 2017 году премьер-министр Квебека Филипп Куйяр удостоил его звания рыцарь Национального ордена Квебека.

## Семья
У Гада Эльмалеха есть брат Арье (р. 1975), актёр театра и кино, и сестра Джудит.

## Личная жизнь
Имеет сына Ноя от первого брака с актрисой Анной Броше. В 2011—2015 годах состоял в незарегистрированном браке с Шарлоттой Казираги, старшей дочерью принцессы Монако Каролины, и внучкой Грейс Келли. 17 декабря 2013 года Шарлотта Казираги родила первенца, мальчика назвали Рафаэль.